# Listă de prefixe telefonice din Canada și Statele Unite ale Americii
Această pagină este o listă a prefixelor telefonice din America de Nord care funcționează conform sistemului de numerotare telefonică cunoscut ca North American Numbering Plan sau NANP.

## Prefixele telefonice zonale (Area Codes)
Orice prefix telefonic din sistemul telefonic integrat al Canadei și al Statelor Unite ale Americii, care se numește, conform originalului din limba engleză, area code, este cunoscut oficial ca Numbering Plan Area (acronim frecvent NPA).
Actualmente, oricare dintre aceste prefixe constă dintr-un grup de trei cifre, dar care nu poate începe cu 0 sau 1. Lista cuprinde numerele începând cu numărul 200 și se încheie cu numărul 989.
Nici unul dintre prefixele telefonice ale Planului de numerotare telefonică nord-americană nu poate începe cu cifrele 0 sau 1 pentru că acestea sunt rezervate altor funcții de telefonie, așa cum sunt grupul 011 care permite convorbiri internaționale sau cifra 1, care are funcția de a fi un prefix de convorbire în afara zonei prefixului de trei cifre, dar nu o convorbire internațională (adică doar în Canada și Statele Unite).
Toate prefixele telefonice desemnate înaite de 1995, au ca cea de-a doua cifră fie cifra 0 fie cifra 1. Toate prefixele desemnate sau redesemnate după această dată au ca cea de-a doua cifră oricare din cifrele de la 2 la 8.
Prefixele de tipul N9X sunt rezervate pentru eventuala extindere a prefixelor la numere de patru cifre, și deci nu pot fi folosite în actualul sistem de trei cifre, fiind una din recomandările forumului industriei telefoniei. Dacă sistemul actual va avea nevoie de a fi extins, atunci un prefix rezervat de tipul N9X va deveni N9XY, unde Y poate lua orice valoare între 0 și 9.
Numerele de forma N11 (adică cele de la 211 la 911) au funcții speciale de folosire, neputând fi folosite ca prefixe telefonice. Spre exemplu, folosirea grupului 911 redirijează automat orice convorbire telefonică către un dispecer care va conecta convorbirea cu cea mai apropiată stație de poliție sau serviciu de ambulanță, care în cazul Statelor Unite este asigurată de pompieri.

## 200

### 200 - 210
200 -- Servicii ale guvernului Canadei
201 -- Statul  New Jersey -- (Localitățile Teaneck, New Milford, Jersey City, Hoboken, Bayonne, Hackensack, Ridgewood și partea de nord-est a statului New Jersey, care se suprapune peste prefixul telefonic 551)
- A acoperit original întreg statul—în 1958 divizat între 201 și 609, redivizat în 1991 împreună cu 908 și din nou redivizat în 1997 cu 973.
- Se suprapune cu prefixul telefonic 551 din 2001.

202 --  District of Columbia (întreg districtul)
203 -- Statul  Connecticut -- (Localitățile Bridgeport, New Haven, Waterbury și partea sud-vestică a statului Connecticut; zonă are prefixele 203 și 475 suprapuse)
- Originar, prefixul 203 acoperise întreg statul Connecticut, dar a fost divizat în 1995 pentru a crea prefixul 860.
- În decembrie 2009, zonele de acoperire ale prefixelor 203 și 475 au fost suprapuse.

204 -- Provincia  Manitoba -- (Întreaga provincie Manitoba, Canada)
205 -- Statul  Alabama -- (astăzi acoperă orașul cel mai mare, Birmingham, precum și Tuscaloosa, respectiv vestul și centrul statului Alabama
- Originar, conform actului din 1947, prefixul acoperea întregul stat Alabama—în 1995 divizat între 205 și noul creat 334, redivizat în 1998 împreună cu 256.

206 -- Statul  Washington -- (Localitățile Bainbridge, Mercer și Vashon Island, respectiv orașele Burien, Des Moines, Lake Forest Park, Normandy Park, Seattle, Sea-Tac, Shoreline și Tukwila]] și unele din zonele neîncorporate, alăturate acestor orașe, precum și anumite părți ale orașelor Woodway și Edmonds
- Originar, în 1947, acoperea întreg statul Washington—în 1957 divizat între 206 și noul creat 509, redivizat în 1995 împreună cu 360 și din nou redivizat în 1997 împreună cu 425 și 253.

207 -- Statul  Maine -- (întreg statul)
208 -- Statul  Idaho -- (întreg statul)
209 -- Statul  California -- (Localitățile Stockton, Merced, Modesto, Tracy, San Andreas și zona centrală a statului California)
- A fost creat prin scindarea sa din prefixul telefonic 916 în 1958.
- A fost scindat în 1998 pentru a crea prefixul 559.

210 -- Statul  Texas -- (Zona metropolitană a orașului San Antonio)
- Creat prin scindarea prefixului 512 în 1992
- Re-divizat în trei prefixe în 1997, creîndu-se în plus prefixele 830 și 956.

### 211 - 220
211 -- Linii importante ale serviciilor comunităților (linii de criză, organizația non-profit United Way, ș.a.m.d.)
212 -- Statul  New York -- (Orașul New York City, doar Manhattan, cu excepția zonei Marble Hill)
- A fost divizat în 1984 pentru a crea prefixul 718
- Din 1992 se suprapune peste prefixul 917, iar din 1999 și peste zona prefixului 646

213 -- Statul  California -- (Doar o mică parte a zonei centrale a zonei metropolitane Los Angeles, așa numita Downtown Los Angeles)
- Originar, în 1947, acoperise treimea sudică a statului, a fost divizat ulterior de mai multe ori, pentru a crea prefixul 714 (în 1951), prefixul 805 (în 1957), prefixul 818 (în 1984), prefixul 310 (în 1991) și prefixul 323 (în 1998).

214 -- Statul  Texas -- (Doar zona metropolitană a orașului Dallas; se suprapune cu prefixele 469 și 972)
- A fost divizat de mai multe ori în prefixul 817 (în 1953), prefixul 903 (1990) și prefixul 972 (în 1996).
- În 1999, prefixele 214, 469 și 972 au fost suprapuse acoperind aceeași suprafață geografică.

215 -- Statul  Pennsylvania -- (Zona metropolitană a orașului Philadelphia, incluzând suburbiile sale din estul comitatului Montgomery, precum și o mare parte din comitatul Bucks—Prefixul 215 se suprapune cu prefixul telefonic 267)
- În 1994, a fost divizat pentru a crea prefixul 610.
- În 1997, a fost suprapus cu prefixul 267; o suprapunere propusă de a adăuga ulterior și prefixul 445 (la celelalte două) nu a fost niciodată realizată.

216 -- Statul  Ohio -- (Orașul Cleveland)
- O divizare triplă a zonei prefixului (din anul 1997) a creat alte două prefixe 330 și 440.

217 -- Statul  Illinois -- (Localitățile Champaign, Decatur, Lincoln, Springfield, Urbana și partea centrală a statului Illinois)
- Divizat în 1957 pentru a crea o parte a zonei de acoperire a prefixului 309.

218 -- Statul  Minnesota -- (Localitățile Brainerd, Duluth, International Falls, Thief River Falls și nordul statului Minnesota)
- A fost divizat în 1957 pentru a crea prefixul 507.

219 -- Nord-vestul statului  Indiana -- (Localitățile Chesterton, Crown Point, East Chicago, Indiana, Gary, Hammond, Hobart, Merrillville, Michigan City, Portage și Valparaiso)
- A fost creat în  1948 prin scindarea din prefixul 317.
- Tripla scindare din 2002 a creat alte două prefixe telefonice, 260 și 574.

220 -- Prefixul telefonice 220 este neutilizat.

### 221 - 230
221 - 223 -- Prefixele telefonice 221, 222 și 223 nu sunt utilizate.
224 -- Statul  Illinois -- (Localitățile Waukegan, Des Plaines, nord-vestul orașului Chicago, suburbiile sale și nord-estul statului Illinois; se suprapune peste prefixul 847 din 2002)
225 -- Statul  Louisiana -- (Localitățile Baton Rouge, Donaldsonville, New Roads, White Castle și partea central-estică a statului Louisiana)
- A fost creat în 1998 prin scindarea din prefixul 504. Se poate menționa ca formulă mnemonică CAJ.

226 -- Provincia canadiană  Ontario -- (Localitățile London, Windsor, Kitchener-Waterloo și părți ale sud-vestului provinciei Ontario - se suprapune din octombrie 2006 cu prefixul 519)
227 -- Prefixul telefonic 227 nu este utilizat dar este pe o listă pentru a fi desemnat ca un prefix de decongestionare a zonei de acoperire a prefixelor 240 și 301 din statul  Maryland. Deocamdată, nici o dată de intrare în folosință nu a fost aleasă.
228 -- Statul  Mississippi -- (Localitățile Gulfport, Pascagoula, Biloxi, Bay Saint Louis, precum coasta sudică ce revine statului)
- A fost creat în 1997 prin scindarea sa din prefixul 601.

229 -- Statul  Georgia -- (Localitățile Albany, Americus, Bainbridge, Fitzgerald, Valdosta și sudul statului Georgia)
- A fost creat în anul 2000 prin scindarea prefixului 912.

Prefixul telefonic 230 nu este folosit.

### 231 - 240
231 -- Statul  Michigan -- (Localitățile Traverse City, Ludington, Muskegon, Petoskey, precum și regiunea cunoscută ca Northwestern, Michigan)
232 - 233 -- Prefixele telefonice 232 și 233 nu sunt utilizate.
234 -- Statul  Ohio -- (Localitățile Youngstown, Warren, Akron, Canton și regiunea statului cunoscută ca Northeastern, Ohio; se suprapune peste prefixul 330)
235 - 238 -- Prefixele telefonice 235, 236, 237 și 238 sunt nefolosite.
239 -- Statul  Florida -- (Partea costală de sud-vest; ambele comitate Lee și Collier, partea de uscat a comitatului Monroe excluzând Florida Keys; dar incluzând localitățile Cape Coral, Fort Myers, Naples și Everglades,)
240 -- Statul  Maryland -- (Localitățile Hagerstown, Rockville, Cumberland,, precum și vestul statului Maryland; se suprapune peste prefixul telefonic 301)

### 241 - 250
241 -- Prefixul telefonic 241 nu este folosit.
242 -- Insulele Bahamas, care au fost separate din 809, toate insulele.
243 - 245 -- Prefixele telefonice  243, 244 și 245 nu sunt folosite.
246 -- Grupul de insule Barbados, care a fost separat din 809, toate insulele.
247 - Prefixul telefonic 247 nu este folosit.
248 -- Statul  Michigan -- (Întreg comitatul Oakland, localitățile Troy, Pontiac, Southfield, Rochester Hills și suburbiile din nord-vestul zonei metropolitane a orașului Detroit; se suprapune peste prefixul telefonic 947)
249 -- Prefixul telefonic 249 nu este utilizat.
250 -- Provincia  Columbia Britanică -- (Întreaga provincie British Columbia cu excepția zonei metropolitane Vancouver). Se suprapune cu prefixul 778 (vedeți și prefixul telefonic 604).

### 251 - 260
251 -- Statul  Alabama -- (Localitățile Mobile, Jackson, Brewton și regiunea sud-vestică a statului Alabama)
252 -- Statul  Carolina de Nord -- (Localitățile Greenville, Kitty Hawk, Rocky Mount și regiunea sud-estică a statului Alabama)
253 -- Statul  Washington -- (Localitățile Lakewood, Tacoma, Auburn, Puyallup, Enumclaw, Spanaway și suburbiile sudice ale zonei metropolitane a orașului Seattle)
254 -- Statul  Texas -- (Localitățile Waco, Killeen, Belton și Stephenville)
255 -- Prefixul telefonic 255 nu este utilizat.
256 -- Statul  Alabama -- (Localitățile Huntsville, Decatur, Cullman, Gadsden, Florence, Anniston and northern and eastern Alabama)
257 - 259  -- Prefixele telefonice 257, 258 și 259 nu sunt folosite.
260 -- Statul  Indiana] -- (Localitățile Fort Wayne, Decatur, Angola, Wabash și regiunea Northeastern)

### 261 - 270
261 -- Prefixul telefonic 261 nu este utilizat.
262 -- Statul  Wisconsin -- (Localitățile Menomonee, Falls, Waukesha, Racine, Kenosha și sud-vestul statului Wisconsin excluzând comitatul Milwaukee)
263 -- Prefixul telefonic 263 este neutilizat.
264 -- Grupul de insule Anguilla, care au fost separate din prefixul telefonic 809, toate insulele.
265 - 266 -- Prefixele telefonice 265 și 266 nu sunt utilizate.
267 -- Statul  Pennsylvania -- (Zona metropolitană a orașului Philadelphia, dublând ambele prefixe 215 și 445)
268 -- Insulele Antigua and Barbuda, care au fost separate din prefixul telefonic 809, absolut toate.
269 -- Statul  Michigan -- (Localitățile Battle Creek, Benton Harbor, Allegan, Hastings, Kalamazoo, Saint Joseph și sud-vestul statului Michigan)
270 -- Statul  Kentucky -- (Localitățile Paducah, Bowling Green, Hopkinsville, Owensboro, Henderson, Elizabethtown, Radcliff, precum și vestul statului Kentucky)

### 271 - 280
271 - 275 -- Prefixele telefonice 271, 271, 273, 274 și 275 sunt nefolosite.
276 -- Statul  Virginia -- (Localitățile Abingdon, Wytheville, Martinsville, Bluefield și regiunea de sud-vest a statului Virginia)
277 - 280 -- Prefixele telefonice 277, 278, 279 și 280 sunt neutilizate.

### 281 - 290
281 -- Statul  Texas -- (Localitățile din zona metro Houston, suprapunându-se cu prefixele 713 și 832)
282 -- Prefixul telefonic 282 nu este utilizat.
283 -- Statul  Ohio -- (Localitățile Cincinnati, Middletown, Hamilton, Norwood, Lebanon și regiunea sud-vestică a statului Ohio; planificata suprapunere cu prefixul telefonic 513 a fost amânată)
284 -- Insulele Virgine britanice au fost desprinse din 809, absolut toate.
285 - 288 -- Prefixele telefonice 285, 286, 287 și 288 nu sunt utilizate
289 -- Provincia canadiană  Ontario -- (Întreaga Niagara Peninsula, localitatea Hamilton, regiunea Greater Toronto Area (sau GTA), suburbiile și partea central sud-estică a provinciei Ontario; se suprapune peste 905)

### 290 - 299
290 - 299 -- Prefixele telefonice 290, 291, 292, 293, 294, 295, 296, 297, 298 și 299 nu sunt utilizate.

## 300

### 300 - 310
300 -- Prefixul 300 nu este utilizat deocamdată
301 -- Statul  Maryland -- (Localitățile Hagerstown, Rockville, Cumberland, precum și întrega parte de vest a statului Maryland - se suprapune geografic cu prefixul 240)
302 -- Statul  Delaware (integral)
303 -- Statul  Colorado -- (Localitățile Boulder, Longmont, Aurora, Denver și zona centrală a statului Colorado - se suprapune cu prefixul 720)
304 -- Statul  Virginia de Vest (întreg statul Vrginia de Vest)
305 -- Statul  Florida -- (Întregul comitat Miami-Dade și localitatea Florida Keys din comitatul Monroe, plus localitățile Miami, Homestead, Coral Gables, Key West—se suprapune peste prefixul 786 pentru întreg comitatul Miami-Dade, dar nu pentru "The Keys")
306 -- Provincia Saskatchewan (integral)
307 -- Statul  Wyoming -- (Întreg statul Wyoming)
308 -- Statul  Nebraska -- (Zonele North Platte, Scottsbluff, McCook, Kearney, Grand Island și regiunea vestică a statului Nebraska)
309 -- Statul  Illinois -- (Localitățile Peoria, Moline, Rock Island, Galesburg și central vestică a statului Illinois)
310 -- Statul  California -- (Localitățile Malibu, Torrance, South Bay, Beverly Hills, Santa Monica, Catalina Island, regiunea Los Angeles Westside și suburbiile costale ale comitatului Los Angeles; se suprapune cu prefixul telefonic 424)

### 311 - 320
311 -- Prefixul 311 nu este utilizat deocamdată
312 -- Statul  Illinois -- (Doar zona centrală a orașului Chicago)
313 -- Statul  Michigan -- (Localitățile Dearborn și Detroit, atât zona centrală cât și suburbiile sale)
314 -- Statul  Missouri -- (Localitățile Saint Louis, Florissant,  Crestwood, Affton și suburbiile înconjurătoare)
315 -- Statul  New York -- (Localitățile Syracuse, Utica, Watertown și zona central nordică)
316 -- Statul  Kansas -- (Localitățile Wichita, Augusta, El Dorado, Mulvane și zonele înconjurătoare orașului Wichita)
317 -- Statul  Kansas -- (Localitățile (Indianapolis, Indiana|]], Carmel, Greenwood, Mooresville, Beech Grove și zona centrală a statului Indiana)
318 -- Statul  Louisiana -- (Localitățile Shreveport, Monroe, Alexandria, Fisher, Tallulah și  zona nordică a statului Louisiana)
319 -- Statul  Iowa -- (Localitățile Burlington, Iowa City, Cedar Rapids, Waterloo și părțile central-estică, respectiv sud-estică a statului Iowa)
320 -- Statul  Minnesota -- (Localitățile Saint Cloud, Alexandria, Morris, Hutchinson, Sandstone, Appleton și zona centrală a statului Minnesota)

### 321 - 330
321 -- Statul  Florida (Localitățile Orlando, Cocoa Beach, Saint Cloud și zona central-estică a statului Florida; conicide parțial cu zona acoperită de prefixul telefonic 407)
(Este, de asemenea, cod exclusiv pentru Space Coast (Cape Canaveral, Melbourne, Titusville și Cocoa Beach)
322 -- Nu este utilizat deocamdată
323 -- Statul  Florida (Localitățile Florence și Los Angeles excluzând ding downtown Los Angeles; see also 213)
324 -- Nu este utilizat deocamdată
325 -- Statul  Texas (Localitățile Abilene, Sweetwater, Snyder și San Angelo)
326 - 329 -- Prefixele telefonice 326, 327, 328 și 329 nu sunt utilizate deocamdată
330 -- Statul  Texas (Localitățile Youngstown, Warren, Akron, Canton și zona nord-estică a statului Ohio; se suprapune peste zona acoperită de prefixul telefonic 234)

### 331 - 340
331 -- Statul  Texas (Localitățile din zona sub-urbană a orașului Chicago; se va suprapune peste zona prefixului 630)
332 - 333 -- Nu sunt utilizate deocamdată
334 -- Statul  Texas (Localitățile Montgomery, Auburn, Opelika, Dothan, Selma și regiunea sud-estică a statului Alabama)
335 -- Nu este utilizat deocamdată
336 -- Statul  Carolina de Nord (Localitățile Winston-Salem, North Carolina, Greensboro, North Carolina, North Wilkesboro, North Carolina, Roxboro, North Carolina și regiunea nord-vestică a statului North Carolina)
337 -- Statul  Carolina de Nord (Localitățile Leesville, Lake Charles, Lafayette, New Iberia, Opelousas, De Ridder și regiunea sud-vestică a statului Louisiana; prefixul a fost scindat din fostul prefix 318 la 1 octombrei 1999)
338 -- Nu este utilizat deocamdată
339 -- Statul  Massachusetts (Localitățile Saugus, Norwood, Waltham, Woburn, partea central-estică a statului Massachusetts, precum și alte suburbii ale orașului Boston aflate de-a lungul șoselei statale Route 128; se suprapune peste zona acoperită de prefixul telefonic 781)
340 -- Întreg grupul de insule U.S. Virgin Islands; prefixul a fost scindat din fostul prefix 809.

### 341 - 350
341 - 344 -- Prefixele telefonice 341, 342, 343 și 344 nu sunt utilizate deocamdată
345 -- Grupul Insulelor Cayman integral; prefixul a fost scindat din fostul prefix 809. (all)
346 -- Nu este utilizat deocamdată
347: New York (New York City except Manhattan; overlays with 718 and 917)
348-350 -- Nu este utilizat deocamdată

### 351 - 360
351: Massachusetts (Fitchburg, Peabody and northeastern Massachusetts, overlays with 978)
352: Florida (Gainesville, Ocala, Inverness, Dunnellon and central Florida)
353-359 -- Nu este utilizat deocamdată
360: Washington (Bellingham, Belfair, Bremerton, Vancouver, Aberdeen, Olympia and western Washington except the greater Seattle area, which uses the 206, 253, and 425 area codes)

### 361 - 399
361: Texas (Corpus Christi, Victoria, George West and South Texas)
362-363 -- Nu este utilizat deocamdată
364: Kentucky west of the Pennyrile Parkway, beginning 1 aprilie 2008.  Includes Paducah, Kentucky.
365-384 -- Nu este utilizat deocamdată
385: Utah (Salt Lake, Utah, Davis, Weber and Morgan counties, overlays with 801), beginning mid-2008.
386: Florida (Daytona Beach, Lake City, Live Oak, Crescent City and northern and eastern Florida)
387-399 -- Nu este utilizat deocamdată

## 400

### 400 - 410
400 -- Nu este utilizat deocamdată
401: Rhode Island (all)
402: Nebraska (Valentine, Lincoln, Norfolk, Omaha, Superior, Crofton and eastern Nebraska)
403: Alberta (Calgary, Banff, Red Deer, Medicine Hat, Lethbridge, Brooks and southern Alberta)
404: Georgia (Atlanta area inside Interstate 285 perimeter, overlaid by part of 678)
405: Oklahoma (Oklahoma City, Stillwater, Edmond, Norman, Shawnee, Chickasha and central Oklahoma)
406: Montana (all)
407: Florida (Orlando, Cocoa Beach, St. Cloud and central eastern Florida, partial overlay with 321)
408: California (Los Gatos, Milpitas, Sunnyvale, Cupertino and San Jose area)
409: Texas (Beaumont, Galveston, Port Arthur, Jasper and Southeast Texas)
410: Maryland (Annapolis, Baltimore, Salisbury and eastern Maryland, overlays with 443)

### 411 - 420
411 -- Nu este utilizat deocamdată
412: Pennsylvania (Pittsburgh area, McKeesport, Braddock, Duquesne, overlays with 878)
413: Massachusetts (Pittsfield, Springfield, Holyoke, Greenfield and western Massachusetts)
414: Wisconsin (Milwaukee and nearby suburbs)
415: California (Sausalito, San Rafael, Novato, San Quentin, San Francisco)
416: Ontario (Toronto; overlays with 647)
417: Missouri (Joplin, Springfield, West Plains, Lamar, Lebanon and southwestern Missouri)
418: Quebec (Quebec City, Saguenay, Gaspé Peninsula, Côte-Nord, Chibougamau, St-Georges, overlays with 581)
419: Ohio (Toledo, Sylvania, Mansfield, Lima, Bryan, Sandusky, Bowling Green and northwestern Ohio, overlays with 567)
420 -- Nu este utilizat deocamdată

### 421 - 430
421-422 -- Nu este utilizat deocamdată
423: Tennessee (Two separate and disconnected portions of East Tennessee—Bristol, Johnson City, Kingsport in north; Chattanooga, Cleveland in south)
424: California (West Los Angeles), overlay with area code 310)
425: Washington (north and east Seattle suburbs including Everett, Bellevue, Redmond, Renton and Issaquah)
426-429 -- Nu este utilizat deocamdată
430: Texas (Northeast Texas, overlays with area code 903)

### 431 - 440
431 -- Nu este utilizat deocamdată
432: Texas (West Texas: Big Spring, Midland, Odessa)
433: Not Used
434: Virginia (Lynchburg, Danville, Farmville, South Hill, Charlottesville; south central and Southside Virginia)
435: Utah (Logan, St. George, Moab and all of Utah excluding Salt Lake City, Ogden, Provo and central Utah)
436-437 -- Nu este utilizat deocamdată
438: Quebec (Montreal area; overlays with 514)
439 -- Nu este utilizat deocamdată
440: Ohio (Cleveland suburbs, Elyria, Lorain, Oberlin, Wellington and north central Ohio)

### 441 - 450
441: Bermuda, was split from 809. (all)
442 -- Nu este utilizat deocamdată
443: Maryland (Annapolis, Baltimore, Salisbury and eastern Maryland, overlays with 410)
444 -- Nu este utilizat deocamdată
445: Pennsylvania (Philadelphia area, overlays with 215 and 267)
446-449 -- Nu este utilizat deocamdată
450: Quebec (central southern Quebec including the city of Laval but excluding Montreal)

### 451 - 470
451-468 -- Nu este utilizat deocamdată
469: Texas (Dallas area, overlays with 214 and 972)
470: Georgia (future overlay for metro Atlanta, over 404/678 and 770/678 areas)

### 471 - 480
471-472 -- Nu este utilizat deocamdată
473: Grenada, was split from 809. (all)
474: Not Used
475: Connecticut (Bridgeport, New Haven, Waterbury and southwestern Connecticut, overlays with 203).
476-477 -- Nu este utilizat deocamdată
478: Georgia (Macon, Warner Robins, Swainsboro, Wadley, Milledgeville, Perry and central Georgia)
479: Arkansas (Fort Smith, Fayetteville and northwestern Arkansas)
480: Arizona (Mesa, Chandler, Gilbert, Tempe, Queen Creek, Scottsdale, eastern Phoenix area and eastern Phoenix suburbs only)

### 481 - 499
481-483 -- Nu este utilizat deocamdată
484: Pennsylvania (Reading, Allentown, Chester and southeastern Pennsylvania, overlays with 610 and 835)
485-489 -- Nu este utilizat deocamdată

## 500

### 500 - 510
500: Personal Communications Services
501: Arkansas (Little Rock, Hot Springs and central Arkansas)
502: Kentucky (Louisville, Frankfort, Shelbyville, Bardstown and north central Kentucky)
503: Oregon (Portland, Salem, Tillamook, Astoria and northwestern Oregon, overlays with 971 except in coastal area)
504: Louisiana (New Orleans, Metairie, Kenner and surrounding areas)
505: New Mexico (Entire state until 575 split goes into effect late 2007/early 2008)
506: New Brunswick
507: Minnesota (Rochester, Mankato, Worthington, Marshall and southern Minnesota)
508: Massachusetts (Worcester, New Bedford and southeastern Massachusetts, overlays with 774)
509: Washington (All of eastern Washington, including Wenatchee, Spokane, Yakima, Walla Walla, Moses Lake, and Ellensburg)
510: California (Hayward, Berkeley, Oakland, Richmond and Fremont areas)

### 511 - 520
511 -- Este folosit pentru servicii speciale
512: Texas (Austin, Lampasas, Bastrop, Milam and Central Texas)
513: Ohio (Cincinnati, Middletown, Hamilton, Norwood, Lebanon and southwestern Ohio.  Planned overlay with 283 is postponed)
514: Quebec (The entire Island of Montreal, Île Perrot and Île Bizard); overlays with 438 as of November 4, 2006
515: Iowa (Des Moines, Ames, Fort Dodge, Jefferson, Algona, Indianola and north central Iowa)
516: New York (Nassau County) - had formerly encompassed Suffolk County as well.
517: Michigan (Lansing, Jackson, Charlotte, Coldwater, Howell, Deerfield, Addison and south central Michigan)
518: New York (Plattsburgh, Saranac Lake, Albany and northeastern New York)
519: Ontario (London, Windsor, Kitchener-Waterloo and most of southwestern Ontario; overlays with Area code 226)
520: Arizona (Tucson and southeastern Arizona)

### 521 - 550
521-529 -- Nu este utilizat deocamdată
530: California (Alturas, Chico, Davis, Redding, Placerville, Truckee and northeastern California)
531-539 -- Nu este utilizat deocamdată
540:Virginia (Roanoke, Blacksburg, Harrisonburg, Winchester, Fredericksburg and north-central Virginia)
541: Oregon (Medford, Eugene, Bend, Ontario, Burns and all of Oregon except northwestern Oregon)
542-550 -- Nu este utilizat deocamdată

### 551 - 560
551: New Jersey (Northern New Jersey, Bergen and Hudson counties)
552-554 -- Nu este utilizat deocamdată
555: Reserved for directory assistance applications. 
- This is not the same as the directory assistance numbers 555-1212 which typically are local to your area. For example (561) 555-1212 would be a directory assistance number for parts of Florida.
- Movies, television shows, novels, etc, which show fictitious North-American phone numbers often use numbers which begin with 555. Typically this is not the area code but the next three digits of phone numbers. For example: (564) 555-1234 for a fictitious phone number in Washington. See 555 (telephone number).

556-558 -- Nu este utilizat deocamdată
559: California (Fresno, Madera, Hanford, Visalia, Tulare and central California; the middle section of the San Joaquin Valley)
560 -- Nu este utilizat deocamdată

### 561 - 570
561: Florida (exactly Palm Beach County: West Palm Beach, Boca Raton, Boynton Beach, Delray Beach, Belle Glade)
562: California (Long Beach, Lakewood, Bellflower and southwestern Los Angeles suburbs)
563: Iowa (Decorah, Dubuque, Clinton, Davenport and eastern and northeastern Iowa)
564: Washington (Western Washington) - planned, canceled
565-566 -- Nu este utilizat deocamdată
567: Ohio (Toledo, Mansfield, Lima, Bryan, Sandusky and northwestern Ohio, overlays with 419)
568-569 -- Nu este utilizat deocamdată
570: Pennsylvania (Scranton, Williamsport, Wilkes-Barre, Nanticoke, Susquehanna and northeastern Pennsylvania)

### 571 - 570
571: Virginia (Northern Virginia: Alexandria, Arlington, Fairfax, Prince William and eastern Loudoun counties, overlays with 703)
572 -- Nu este utilizat deocamdată
573: Missouri (Columbia, Jefferson City, Hannibal, Cape Girardeau, Poplar Bluff and eastern Missouri excluding St. Louis)
574: Indiana (South Bend, Logansport, Elkhart, Warsaw, Nappanee and north central Indiana)
575: New Mexico (Split from 505 Effective late 2007/early 2008)
576-579 -- Nu este utilizat deocamdată
580: Oklahoma (Ponca City, Guymon, Enid, Lawton, Ardmore, and southern and western Oklahoma)

### 581 - 599
581: Quebec (Quebec City, Saguenay, Gaspé Peninsula, Côte-Nord, Chibougamau, St-Georges, overlays with 418)
582-584 -- Nu este utilizat deocamdată
585: New York (Rochester, Wellsville, Batavia, and western New York)
586: Michigan (Warren, Sterling Heights and Macomb County, split from 810)
587: Alberta (Overlays with 403 and 780 - Will be in use by September, 2008)
588-589 -- Nu este utilizat deocamdată

## 600

### 600 - 610
600: Special telecommunications needs in Canada
601: Mississippi (Jackson, Meridian, Natchez, McComb, Hattiesburg and central Mississippi)
602: Arizona (Central Phoenix only)
603: New Hampshire (all)
604: British Columbia (Greater Vancouver Regional District and Abbotsford overlay with 778.  Whistler, Chilliwack and remaining portion of 604 not part of overlay complex). The whole area, along with area code 250 will overlay with area code 778 in 2008
605: South Dakota (all)
606: Kentucky (Ashland, Hazard, Somerset, London, Corbin, Pikeville, Maysville and eastern Kentucky)
607: New York (Binghamton, Elmira, Bath, Norwich, Oneonta, Ithaca, and south central New York)
608: Wisconsin (Madison, La Crosse, Platteville, Beloit and southwestern Wisconsin)
609: New Jersey (Atlantic City, Brown Mills, Trenton, and central & southeastern New Jersey)
610: Pennsylvania (Reading, Allentown, Chester and southeastern Pennsylvania, overlays with 484 and 835)

### 611 - 620
611 - Folosit pentru servicii speciale
612: Minnesota (Central Minneapolis, Fort Snelling, St Anthony and Richfield)
613: Ontario (Ottawa and southeastern Ontario)
614: Ohio (Columbus area)
615: Tennessee (Nashville, Murfreesboro, Springfield, Lebanon, Dickson and north central Tennessee)
616: Michigan (Grand Rapids, Holland, Greenville, Grand Haven, Zeeland, Ionia and southwestern Michigan)
617: Massachusetts (Boston, Cambridge, east central Massachusetts and close-in Boston suburbs, overlays with 857)
618: Illinois (Alton, Belleville, Carbondale, Centralia, Mount Vernon and Southern Illinois)
619: California (National City, Chula Vista, Imperial Beach, Otay and the San Diego area)
620: Kansas (Dodge City, Great Bend, Parsons, Liberal and southern Kansas not including the Wichita metropolitan area)

### 621 - 630
621-622 -- Nu este utilizat deocamdată
623: Arizona (Glendale, Buckeye, Peoria, western Phoenix area and western Phoenix suburbs only)
624-625 -- Nu este utilizat deocamdată
626: California (Arcadia, Temple City, Covina, Pasadena and eastern Los Angeles suburbs)
627-629 -- Nu este utilizat deocamdată
630: Illinois (Aurora, Naperville, and other Western Chicago suburbs)

### 631 - 640
631: New York (Suffolk County) - Had previously been under 516.
632-635 -- Nu este utilizat deocamdată
636: Missouri (St. Charles, Chesterfield, Union, De Soto, Troy and east central Missouri)
637-640 -- Nu este utilizat deocamdată

### 641 - 650
641: Iowa (Mason City, Oskaloosa, Creston, Pella, Ottumwa, Britt, Clear Lake, Fairfield and central Iowa)
642-645: Not Used
646: New York (New York City: Manhattan only; cell phone overlays with 212 and 917)
647: Ontario (Toronto; overlays with 416)
648: Not Used
649: the Turks and Caicos Islands, were split from Area code 809. (all)
650: California (San Mateo, Palo Alto, Redwood City, Menlo Park, Mountain View and southern San Francisco suburbs)

### 651 - 670
651: Minnesota (St Paul, Lindstrom, Red Wing, Hastings and east central Minnesota)
652-659 -- Nu este utilizat deocamdată
660: Missouri (Marshall, Sedalia, Macon, Trenton, Maryville, Bethany and north central Missouri)
661: California (Bakersfield, Mojave, Santa Clarita, Palmdale and south central California)
662: Mississippi (Greenville, Tupelo, Winona, Columbus, Holly Springs and northern Mississippi)
663 -- Nu este utilizat deocamdată
664: Montserrat, was split from 809. (all)
665-669 -- Nu este utilizat deocamdată
670: Northern Marianas (former country code for this territory of the United States)

### 671 - 699
671: Guam (former country code for this territory of the United States)
672-675 -- Nu este utilizat deocamdată
678: Georgia (all of metro Atlanta, overlays both 404 and 770 and in the future 470)
679-681 -- Nu este utilizat deocamdată
682: Texas (Fort Worth, Arlington, Grandview, Weatherford, Rhome, overlays with 817)
683 -- Nu este utilizat deocamdată
684: American Samoa (former country code for this territory of the United States)
685-689 -- Nu este utilizat deocamdată

## 700

### 700 - 710
700: Long Distance carrier use for presubscribing phone numbers
701: North Dakota (all)
702: Nevada (almost all of Clark County, including all of the Las Vegas Valley, including Henderson and Boulder City)
703: Virginia (Northern Virginia: Alexandria, Arlington, Fairfax, Prince William and eastern Loudoun counties, overlaid by 571)
704: North Carolina (Charlotte, Gastonia, Salisbury, and south central North Carolina, overlaid by 980)
705: Ontario (northeastern and central—North Bay, Greater Sudbury, Sault Ste. Marie, Timmins, Barrie)
706: Georgia (Augusta, Columbus, Lagrange, Rome, Dalton and northern and west central Georgia), to be overlayed in 2006 despite having two completely separate disconnected parts
707: California (Santa Rosa, Fort Bragg, Crescent City, Eureka, Ukiah and northwestern California)
708: Illinois (Chicago Heights, Tinley Park, Cicero, Oak Forest, Oak Park, Berwyn, and southern and inner western Chicago suburbs)
709: Newfoundland and Labrador
710: U.S. Government Special Services

### 711 - 720
711 - Folosit pentru servicii speciale
712: Iowa (Estherville, Council Bluffs, Sioux City, Sheldon, Denison and western Iowa)
713: Texas (Houston area, overlays with 281 and 832)
714: California (Santa Ana, Huntington Beach, Orange, Garden Grove, Tustin, Anaheim, and northern Orange County)
715: Wisconsin (Rhinelander, Wausau, Eau Claire, Rice Lake, Ashland and northern Wisconsin)
716: New York (Buffalo, Jamestown, Niagara Falls, Tonawanda, Olean, and western New York)
717: Pennsylvania (Harrisburg, Gettysburg, Lancaster, York and south-central Pennsylvania)
718: New York (New York City; overlays with 347 and 917)
719: Colorado (Leadville, Pueblo, Colorado Springs, Trinidad, Rocky Ford, La Junta and southeastern Colorado)
720: Colorado (Boulder, Longmont, Aurora, Denver and central Colorado, overlays with 303)

### 721 - 730
721: Sint Maarten
722-723 -- Nu este utilizat deocamdată
724: Pennsylvania (New Castle, Washington, Uniontown and south western Pennsylvania, overlays with 878)
725-726 -- Nu este utilizat deocamdată
727: Florida (all of Pinellas County including Clearwater, St Petersburg, Dunedin; coastal-only parts of Pasco County)
728-730 -- Nu este utilizat deocamdată

### 731 - 740
731: Tennessee (West Tennessee excluding greater Memphis: Union City, Jackson, Dyersburg, Martin, Brownsville, Paris, Bolivar)
732: New Jersey (New Brunswick, Neptune, Lakewood, and east central New Jersey, overlays with 848)
733 -- Nu este utilizat deocamdată
734: Michigan (Ann Arbor, Canton, Plymouth, Monroe, Wayne, Ypsilanti, Romulus and southwestern Detroit suburbs)
735-739 -- Nu este utilizat deocamdată
740: Ohio (Jackson, Lancaster, Marietta, Marion, Cambridge, Zanesville, New Castle, Athens, and southeastern Ohio)

### 741 - 760
741-753: Not Used
754: Florida (All of Broward County: Fort Lauderdale, Hollywood, Coral Springs, overlays with 954)
755-756: Not Used
757: Virginia (Hampton Roads area and Eastern Shore; until the mid-1990s, a part of 804)
758: Saint Lucia, was split from 809. (all)
759: Not Used
760: California (Bishop, Ridgecrest, Indio, Barstow, El Centro, Palm Springs, northern San Diego County, and southeastern California)

### 761 - 770
761: Not Used
762: Georgia (Augusta, Columbus, Lagrange, Rome, Dalton and northern and west central Georgia) Overlay code for area code 706
763: Minnesota (Maple Grove, Monticello, Elk River, Fridley, Blaine, and northwest Minneapolis area)
764: Not Used
765: Indiana (Lafayette, Marion, Muncie, Richmond and central Indiana excluding Indianapolis)
766: Not Used
767: Commonwealth of Dominica, was split from 809. (all)
768: Not Used
769: Mississippi (overlays with 601)
770: Georgia (Marietta, Cedartown, and central north Georgia (suburban metro Atlanta) outside Atlanta's Perimeter highway; overlaid by most of 678)

### 771 - 780
771: Not Used
772: Florida (Vero Beach, Port Saint Lucie, Fort Pierce, Sebastian, Stuart and central eastern Florida)
773: Illinois (City of Chicago, excluding downtown; see also 312)
774: Massachusetts (Worcester, New Bedford and southeastern Massachusetts, overlays with 508)
775: Nevada (Reno, Elko, Ely and all of Nevada except Clark County and the Las Vegas Valley)
776-777: Not Used
778: British Columbia (Greater Vancouver Regional District and Abbotsford only as part of the 604 concentrated overlay. Will overlay both area code 604 and area code 250 (ie. the entire province of British Columbia) in 2008.)
779: Illinois (Crystal Lake, Rockford, Joliet, and other outlying suburbs of Chicago.  overlays with 815)
780: Alberta (Edmonton, Jasper, Grande Prairie, Peace River and northern Alberta, was split from 403)

### 781 - 799
781: Massachusetts (Saugus, Norwood, Waltham, Woburn, east central Massachusetts and other Boston suburbs along Route 128, overlays with 339)
782-783 -- Nu este utilizat deocamdată
784: Saint Vincent and the Grenadines, was split from 809. (all)
785: Kansas (Colby, Topeka, Salina, Manhattan, Lawrence and northern Kansas)
786: Florida (exactly Miami-Dade County, not Florida Keys; overlays with most of 305)
787: Puerto Rico (overlays with 939), was split from 809.
788-789 -- Nu este utilizat deocamdată

## 800

### 800 - 810
800: toll-free; (see also 811, 822,  833, 844,  855, 866, 877, 888)
801: Utah (Salt Lake, Utah, Davis, Weber and Morgan counties, will overlay with 385 beginning mid-2008)
802: Vermont (all)
803: South Carolina (Columbia, Rock Hill, Sumter, Aiken and central South Carolina)
804: Virginia (Richmond, Petersburg, West Point, Chester; east central Virginia, Northern Neck, and Middle Peninsula)
805: California (San Luis Obispo, Santa Barbara, Isla Vista, Ventura; southwest central coastal California)
806: Texas (Amarillo, Lubbock, Canadian, Perryton, Shamrock, Dalhart and Texas Panhandle)
807: Ontario (Northwestern Ontario: Thunder Bay, Kenora, Dryden, Greenstone)
808: Hawaii (all)
809: Today only covers the Dominican Republic, (809) was split into several area codes in the mid-1990s. (is overlayed with 829)
810: Michigan (Port Huron, Flint, Lapeer, and Michigan "Thumb", (originally split from 313 and included areas that later became 248 and 586)

### 811 - 820
811: reserved for future toll-free expansion (see also 800, 822, 833, 844,  855, 866, 877, 888)
812: Indiana (Southern Indiana, including Bloomington, Evansville, Jeffersonville, New Albany, and Terre Haute).
813: Florida (all of Hillsborough County, including Tampa, Plant City; inland areas of Pasco County, and Oldsmar)
814: Pennsylvania (Erie, Warren, State College, Altoona, Johnstown, Meyersdale, Johnsonburg, St. Marys, Ridgway, DuBois, Emporium, and central and northwestern Pennsylvania)
815: Illinois (La Salle, De Kalb, Rockford, Freeport and northern Illinois including parts of the Chicago area such as Joliet, Plainfield and Crystal Lake)
816: Missouri (Kansas City, St Joseph, Independence, Harrisonville and west central Missouri)
817: Texas (Fort Worth, Arlington, Grandview, Weatherford, Rhome, overlays with 682)
818: California (Glendale, San Fernando, Burbank and northern Los Angeles suburbs)
819: Quebec (Abitibi-Témiscamingue, Mauricie, Outaouais and Estrie)
820  -- Nu este utilizat deocamdată

### 821 - 830
821 -- Nu este utilizat deocamdată
822: reserved for future toll-free expansion (see also 800, 833, 844,  855, 866, 877, 888)
823-827 -- Nu este utilizat deocamdată
828: North Carolina (Asheville, Brevard, Morganton, Murphy and western North Carolina)
829: the Dominican Republic (overlays with 809)
830: Texas (Del Rio, Uvalde, New Braunfels, Kerrville, Eagle Pass and southwest Texas)

### 831 - 850
831: California (Salinas, Hollister, Monterey, Santa Cruz and central western coastal California)
832: Texas (Houston area, overlays with 281 and 713)
833: reserved for future toll-free expansion (see also 800,  822, 844, 855, 866, 877, 888)
834 -- Nu este utilizat deocamdată
835: Pennsylvania (Reading, Allentown, and southeastern Pennsylvania, overlays with 484 and 610)
836-842: Not Used
843: South Carolina (Florence, Myrtle Beach, Charleston, Hilton Head Island and eastern South Carolina)
844: reserved for future toll-free expansion (see also 800,  822,  833,  855, 866, 877, 888)
845: New York (Rockland, Poughkeepsie, Middletown, West Point, Newburgh and southeastern New York)
846 -- Nu este utilizat deocamdată
847: Illinois (Arlington Heights, Buffalo Grove, Wauconda, Waukegan, Des Plaines, northwest Chicago suburbs and northeastern Illinois, overlays with some of 224)
848: New Jersey (New Brunswick, Neptune, Lakewood, and east central New Jersey, overlays with 732)
849 -- Nu este utilizat deocamdată
850: Florida (Pensacola, Tallahassee, Panama City and the Florida panhandle)

### 851 - 860
851-854 -- Nu este utilizat deocamdată
855: reserved for future toll-free expansion (see also 800,  822,  833, 844, 866, 877, 888)
856: New Jersey (Vineland, Cherry Hill, Camden, Millville, and southwestern New Jersey)
857: Massachusetts (Boston, Cambridge, east central Massachusetts and close-in Boston suburbs, overlays with 617)
858: California (Del Mar, La Jolla and northern San Diego suburbs)
859: Kentucky (Lexington, Richmond, Danville, Covington, Florence, Mount Sterling and north central Kentucky)
860: Connecticut (Bristol, Hartford, Norwich and northern and eastern Connecticut)

### 861 - 870
861: Not Used
862: New Jersey (portions of Bergen, Essex, morris, Passaic and Sussex counties in northern New Jersey)
863: Florida (Lakeland, Avon Park, Clewiston, Bartow, Sebring, Winter Haven and south central Florida)
864: South Carolina (Greenville, Spartanburg, Anderson and Upstate South Carolina)
865: Tennessee (Knoxville, Gatlinburg, Newport, Jefferson City, Oak Ridge, Rockwood and central East Tennessee) broke off from the 423 area code in 1999. Area code 865 is often reference as 'VOL' since Tennessee is considered the volunteer state.
866: toll-free (see also 800,  822,  833, 844,  855, 877, 888)
867: Yukon, Northwest Territories and Nunavut
868: Trinidad and Tobago, were split from 809. (all)
869: Saint Kitts and Nevis, were split from 809. (all)
870: Arkansas (Texarkana, Mountain Home, Pine Bluff and southern, eastern and northeastern Arkansas)

### 871 - 899
871-875 -- Nu este utilizat deocamdată
876: Jamaica, was split from 809. (all)
877: toll-free (see also 800,  822,  833, 844,  855, 866, 888)
878: Pennsylvania (Pittsburgh, New Castle, and southwestern Pennsylvania, overlays with 412 and 724)
879 -- Nu este utilizat deocamdată
(codes 880 through 889, other than 888, were previously used and reserved as codes to allow international customers to access toll-free numbers they otherwise could not by paying the international portion of the toll.  880 was paired with 800, 881 with 888, 882 with 877, and so forth, but the codes were withdrawn for that purpose are now also reserved for toll-free area codes but have not been implemented)
888: toll-free (see also 800,  822,  833, 844,  855, 866, 877)

## 900

### 900 - 910
900: premium-rate telephone numbers
901: Tennessee (Memphis, Covington, Somerville and extreme southwestern Tennessee)
902: Nova Scotia and Prince Edward Island
903: Texas (Tyler, Sherman, Longview, Marshall, Palestine, Jacksonville, Carthage, and Northeast Texas)
904: Florida (Jacksonville, St. Augustine, Starke, Green Cove Springs and northeastern Florida)
905: Ontario (Niagara Peninsula, Hamilton, GTA suburbs and central southeastern Ontario, overlays with 289)
906: Michigan (Upper Peninsula)
907: Alaska (all)
908: New Jersey (Alpha, Washington, Elizabeth, Warren, Plainfield and west central New Jersey)
909: California (San Bernardino County, Ontario, Claremont, Pomona, Chino)
910: North Carolina (Fayetteville, Wilmington, Jacksonville, Lumberton and southeastern North Carolina)

### 911 - 920
911 - Folosit pentru servicii speciale
912: Georgia (Savannah, Vidalia, Waycross, Brunswick, Douglas and southeastern Georgia)
913: Kansas (Kansas City, Overland Park, Paola, Leavenworth and extreme eastern Kansas)
914: New York (Westchester County)
915: Texas (All of El Paso County and portion of Hudspeth County)
916: California (Sacramento area)
917: New York (New York City; cell phones overlays with 212, 347, 646, and 718)
918: Oklahoma (Tulsa, Bartlesville, McAlester, Muskogee, Henrietta and northeastern Oklahoma)
919: North Carolina (Raleigh, Durham, Chapel Hill, Oxford, Goldsboro and north central North Carolina)
920: Wisconsin (Appleton, Sheboygan, Oshkosh, Green Bay, Manitowoc, Fond Du Lac and eastern Wisconsin)

### 921 - 930
921-924 -- Nu este/sunt folosit(e)
925: California (Concord, Walnut Creek, Martinez, Livermore, Pleasanton and Dublin areas)
926-927 -- Nu este/sunt folosit(e)
928 -- Statul  Arizona -- (Localitățile Flagstaff, Kingman, Prescott, Yuma și nordul, respectiv vestul statului Arizona)
929-930 -- Nu este/sunt folosit(e)

### 931 - 940
931: Tennessee (Middle Tennessee, excluding Greater Nashville: Clarksville, Columbia, Manchester, Cookeville)
932-935 -- Nu este/sunt folosit(e)
936: Texas (Nacogdoches, Lufkin, Conroe, Huntsville, Center and Southeast Texas)
937: Ohio (Marysville, Springfield, Dayton, Hillsboro and southwestern Ohio excluding Cincinnati area)
938 -- Nu este/sunt folosit(e)
939: Puerto Rico (overlays with 787)
940: Texas (Vernon, Wichita Falls, Denton, Gainesville, Decatur and North Texas)

### 941 - 950
941: Florida (Gulf Coast immediately south of Tampa Bay: all of Manatee County, Sarasota County, and Charlotte County; includes Bradenton, Port Charlotte, Sarasota, Punta Gorda)
942-946: Not Used
947: Michigan (Troy, Oakland County, Pontiac, Southfield, Rochester Hills and northwestern Detroit suburbs, overlays with 248)
948: Not Used
949: California (Laguna Niguel, Irvine, Lake Forest, Newport Beach, Corona Del Mar and southern Orange County)
950: Not Used

### 951 - 960
951: California (western Riverside County, Corona, Riverside, Temescal Canyon, Woodcrest, Arlington, Mira Loma, Moreno, Perris, Sun City, Murrieta, Temecula, Hemet, Lakeview Nuevo, Banning, Idyllwild; split from 909)
952: Minnesota (Bloomington, Minnetonka, Chaska and southwest Minneapolis area)
953: Not Used
954: Florida (all of Broward County: Fort Lauderdale, Hollywood, Coral Springs, overlaid by 754)
955: Not Used
956: Texas (Laredo, Brownsville, McAllen, Harlingen and South Texas)
957-958: Not Used
959: Connecticut (Bristol, Hartford, Norwich and northern and eastern Connecticut, overlays with 860)
960

### 961 - 980
961 - 969: Not Used
970: Colorado (Aspen, Durango, Grand Junction, Fort Collins and northern and western Colorado)
971: Oregon (Portland, Salem, Hillsboro, Beaverton and northwestern Oregon, overlays with 503)
972: Texas (Dallas area, overlays with 214 and 469)
973: New Jersey (Newark, Paterson and northwestern New Jersey, overlays with 862)
974-977: Not Used
978: Massachusetts (Fitchburg, Peabody and northeastern Massachusetts, overlays with 351)
979: Texas (Wharton, Bryan, Bay City, College Station, Lake Jackson, La Grange and Southeast Texas)
980: North Carolina (Charlotte, Gastonia, Salisbury and south central North Carolina, overlays with 704)

### 981 - 999
981-984: Not Used
985: Louisiana (Houma, Slidell and southeastern Louisiana excluding New Orleans)
986-988: Not Used
989: Michigan (Alpena, Mt. Pleasant, Bay City, Saginaw, Midland, Owosso and central Michigan)

## By state, province or country

### United States
| State                | Codes |
| -------------------- | --- |
| Alabama              | 205, 251, 256, 334 |
| Alaska               | 907 |
| Arizona              | 480, 520, 602, 623, 928 |
| Arkansas             | 479, 501, 870 |
| California           | 209, 213, 310, 323, 408, 415, 424, 510, 530, 559, 562, 619, 626, 650, 661, 707, 714, 760, 805, 818, 831, 858, 909, 916, 925, 949, 951 (main article) |
| Colorado             | 303, 719, 720, 970 |
| Connecticut          | 203, 475, 860, 959 |
| Delaware             | 302 |
| District of Columbia | 202 |
| Florida              | 239, 305, 321, 352, 386, 407, 561, 727, 754, 772, 786, 813, 850, 863, 904, 941, 954 (main article)                                                   |
| Georgia              | 229, 404, 470, 478, 678, 706, 762, 770, 912 |
| Hawaii               | 808 |
| Idaho                | 208 |
| Illinois             | 217, 224, 309, 312, 618, 630, 708, 773, 779, 815, 847                                                                                                |
| Indiana              | 219, 260, 317, 574, 765, 812 |
| Iowa                 | 319, 515, 563, 641, 712 |
| Kansas               | 316, 620, 785, 913 |
| Kentucky             | 270, 364, 502, 606, 859 |
| Louisiana            | 225, 318, 337, 504, 985 |
| Maine                | 207 |
| Maryland             | 240, 301, 410, 443 |
| Massachusetts        | 339, 351, 413, 508, 617, 774, 781, 857, 978 |
| Michigan             | 231, 248, 269, 313, 517, 586, 616, 734, 810, 906, 947, 989                                                                                           |
| Minnesota            | 218, 320, 507, 612, 651, 763, 952 |
| Mississippi          | 228, 601, 662, 769 |
| Missouri             | 314, 417, 573, 636, 660, 816 |
| Montana              | 406 |
| Nebraska             | 308, 402 |
| Nevada               | 702, 775 |
| New Hampshire        | 603 |
| New Jersey           | 201, 551, 609, 732, 848, 856, 862, 908, 973 |
| New Mexico           | 505 |
| New York             | 212, 315, 347, 516, 518, 585, 607, 631, 646, 716, 718, 845, 914, 917                                                                                 |
| North Carolina       | 252, 336, 704, 828, 910, 919, 980 |
| North Dakota         | 701 |
| Ohio                 | 216, 234, 283, 330, 419, 440, 513, 567, 614, 740, 937                                                                                                |
| Oklahoma             | 405, 580, 918 |
| Oregon               | 503, 541, 971 |
| Pennsylvania         | 215, 267, 412, 445, 484, 570, 610, 717, 724, 814, 835, 878                                                                                           |
| Rhode Island         | 401 |
| South Carolina       | 803, 843, 864 |
| South Dakota         | 605 |
| Tennessee            | 423, 615, 731, 865, 901, 931 |
| Texas                | 210, 214, 254, 281, 325, 361, 409, 430, 432, 469, 512, 682, 713, 806, 817, 830, 832, 903, 915, 936, 940, 956, 972, 979 (main article)                |
| Utah                 | 385, 435, 801 |
| Vermont              | 802 |
| Virginia             | 276, 434, 540, 571, 703, 757, 804 |
| Washington           | 206, 253, 360, 425, 509, 564 |
| West Virginia        | 304 |
| Wisconsin            | 262, 414, 608, 715, 920 |
| Wyoming              | 307 |

### Canada
| Province / Territory                     | Codes                                       |
| ---------------------------------------- | ------------------------------------------- |
| Alberta                                  | 403, 780                                    |
| British Columbia                         | 250, 604, 778                               |
| Manitoba                                 | 204                                         |
| New Brunswick                            | 506                                         |
| Newfoundland and Labrador                | 709                                         |
| Nova Scotia and Prince Edward Island     | 902                                         |
| Ontario                                  | 226, 289, 416, 519, 613, 647, 705, 807, 905 |
| Quebec                                   | 418, 438, 450, 514, 581, 819                |
| Saskatchewan                             | 306                                         |
| Yukon, Northwest Territories and Nunavut | 867                                         |

### Caribbean and Bermuda
| Nation / Territory               | Codes    |
| -------------------------------- | -------- |
| Anguilla                         | 264      |
| Antigua and Barbuda              | 268      |
| Bahamas                          | 242      |
| Barbados                         | 246      |
| Bermuda                          | 441      |
| British Virgin Islands           | 284      |
| Cayman Islands                   | 345      |
| Dominica                         | 767      |
| Dominican Republic               | 809, 829 |
| Grenada                          | 473      |
| Jamaica                          | 876      |
| Montserrat                       | 664      |
| Puerto Rico                      | 787, 939 |
| Saint Kitts and Nevis            | 869      |
| Saint Lucia                      | 758      |
| Saint Vincent and the Grenadines | 784      |
| Trinidad and Tobago              | 868      |
| Turks and Caicos Islands         | 649      |
| U.S. Virgin Islands              | 340      |